# Deux de couple poids léger masculin aux Jeux olympiques d'été de 2024
Cet article traite de l'épreuve masculine. Pour la compétition féminine, voir Deux de couple poids léger féminin aux Jeux olympiques d'été de 2024.
Navigation
Tokyo 2020 Los Angeles 2028
L'épreuve masculine de deux de couple poids léger des Jeux olympiques d'été de 2024 de Paris a lieu au stade nautique olympique de Vaires-sur-Marne du 28 juillet au 2 août 2024.

## Médaillés
| Or                                         | Argent                                 | Bronze                                                |
| Irlande - Fintan McCarthy - Paul O'Donovan | Italie - Stefano Oppo - Gabriel Soares | Grèce - Antonios Papakonstantinou - Petros Gkaidatzis |

## Programme
| Date                | Heure   | Tour         |
| ------------------- | ------- | ------------ |
| Dimanche 28 juillet | 09 h 00 | Séries       |
| Lundi 29 juillet    | 09 h 00 | Repêchage    |
| Mercredi 31 juillet | 09 h 30 | Demi-finales |
| Vendredi 2 août     | 09 h 30 | Finale       |

## Résultats détaillés

### Séries
Les deux premiers bateaux de chaque série sont qualifiés pour les demi-finales (Q), les autres vont en repêchage (R).

#### Série 1
| Rang | Ligne | Équipes                                | Pays      | Temps         | Notes |
| ---- | ----- | -------------------------------------- | --------- | ------------- | ----- |
| 1    |       | Raphaël Ahumada Jan Schäuble           | Suisse    | 6 min 24 s 88 | QAB   |
| 2    |       | Dennis Carracedo Ferrero Caetano Horta | Espagne   | 6 min 28 s 92 | QAB   |
| 3    |       | Hugo Beurey Ferdinand Ludwig           | France    | 6 min 31 s 32 | R     |
| 4    |       | Miguel Ángel Carballo Alexis López     | Mexique   | 6 min 37 s 46 | R     |
| 5    |       | Naoki Furuta Masayuki Miyaura          | Japon     | 6 min 52 s 58 | R     |
| 6    |       | Alejandro Colomino Pedro Dickson       | Argentine | 7 min 04 s 34 | R     |

#### Série 2
| Rang | Ligne | Équipes                               | Pays        | Temps         | Notes |
| ---- | ----- | ------------------------------------- | ----------- | ------------- | ----- |
| 1    |       | Stefano Oppo Gabriel Soares           | Italie      | 6 min 29 s 17 | QAB   |
| 2    |       | Jiří Šimánek Miroslav Vraštil         | Tchéquie    | 6 min 34 s 33 | QAB   |
| 3    |       | Niels Van Zandweghe Tibo Vyvey        | Belgique    | 6 min 45 s 07 | R     |
| 4    |       | Eber Sanhueza César Abaroa            | Chili       | 6 min 46 s 90 | R     |
| 5    |       | Shakhzod Nurmatov Sobirjon Safaroliev | Ouzbékistan | 6 min 56 s 57 | R     |

#### Série 3
| Rang | Ligne | Équipes                                 | Pays    | Temps         | Notes |
| ---- | ----- | --------------------------------------- | ------- | ------------- | ----- |
| 1    |       | Paul O'Donovan Fintan McCarthy          | Irlande | 6 min 34 s 12 | QAB   |
| 2    |       | Ask Jarl Tjoem Lars Benske              | Norvège | 6 min 41 s 77 | QAB   |
| 3    |       | Anthi Papakonstantinou Petros Gaidatzís | Grèce   | 6 min 46 s 90 | R     |
| 4    |       | Igor Khmara Stanislav Kovalov           | Ukraine | 7 min 0 s 13  | R     |
| 5    |       | Mohamed Kota Ahmed Abdelaall            | Égypte  | 7 min 20 s 92 | R     |

### Repêchage
Les trois premières embarcations du repêchage se qualifient pour les demi-finales (Q), les autres vont en finale C (FC).

#### Repêchage 1
| Rang | Ligne | Équipes                                     | Pays      | Temps         | Notes |
| ---- | ----- | ------------------------------------------- | --------- | ------------- | ----- |
| 1    |       | Petros Gkaidatzis Antonios Papakonstantinou | Grèce     | 6 min 39 s 46 | QAB   |
| 2    |       | Hugo Beurey Ferdinand Ludwig                | France    | 6 min 50 s 98 | QAB   |
| 3    |       | Alejandro Colomino Pedro Dickson            | Argentine | 6 min 52 s 94 | QC    |
| 4    |       | Eber Sanhueza César Abaroa                  | Chili     | 6 min 58 s 78 | QC    |
| 5    |       | Ahmed Abdelaal Mohamed Kota                 | Égypte    | 7 min 14 s 95 | QC    |

#### Repêchage 2
| Rang | Ligne | Équipes                               | Pays        | Temps         | Notes |
| ---- | ----- | ------------------------------------- | ----------- | ------------- | ----- |
| 1    |       | Niels Van Zandweghe Tibo Vyvey        | Belgique    | 6 min 42 s 99 | QAB   |
| 2    |       | Igor Khmara Stanislav Kovalov         | Ukraine     | 6 min 46 s 05 | QAB   |
| 3    |       | Miguel Ángel Carballo Alexis López    | Mexique     | 6 min 4 s 60  | QC    |
| 4    |       | Shakhzod Nurmatov Sobirjon Safaroliev | Ouzbékistan | 6 min 50 s 61 | QC    |
| 5    |       | Naoki Furuta Masayuki Miyaura         | Japon       | 7 min 4 s 48  | QC    |

### Demi-finales
Les trois premières embarcations de chaque demi-finale se qualifient pour la finale A (FA), les autres vont en finale B (FB).

#### Demi-finale 1
| Rang | Ligne | Équipes                          | Pays      | Temps         | Notes |
| ---- | ----- | -------------------------------- | --------- | ------------- | ----- |
| 1    |       | Fintan McCarthy Paul O'Donovan   | Irlande   | 6 min 21 s 88 | QA    |
| 2    |       | Raphaël Ahumada Jan Schäuble     | Suisse    | 6 min 24 s 31 | QA    |
| 3    |       | Jiří Šimánek Miroslav Vraštil    | Tchéquie  | 6 min 25 s 99 | QA    |
| 4    |       | Hugo Beurey Ferdinand Ludwig     | France    | 6 min 26 s 60 | QB    |
| 5    |       | Niels Van Zandweghe Tibo Vyvey   | Belgique  | 6 min 30 s 49 | QB    |
| 6    |       | Alejandro Colomino Pedro Dickson | Argentine | 6 min 51 s 59 | QB    |

#### Demi-finale 2
| Rang | Ligne | Équipes                                     | Pays    | Temps         | Notes |
| ---- | ----- | ------------------------------------------- | ------- | ------------- | ----- |
| 1    |       | Stefano Oppo Gabriel Soares                 | Italie  | 6 min 22 s 85 | QA    |
| 2    |       | Petros Gkaidatzis Antonios Papakonstantinou | Grèce   | 6 min 23 s 86 | QA    |
| 3    |       | Lars Benske Ask Tjøm                        | Norvège | 6 min 26 s 62 | QA    |
| 4    |       | Dennis Carracedo Ferrero Caetano Horta      | Espagne | 6 min 35 s 05 | QB    |
| 5    |       | Igor Khmara Stanislav Kovalov               | Ukraine | 6 min 37 s 35 | QB    |
| 6    |       | Miguel Ángel Carballo Alexis López          | Mexique | 6 min 37 s 43 | QB    |

### Finales

#### Finale A
| Rang                                | Couloir | Équipes                                     | Pays     | Temps         | Notes |
| ----------------------------------- | ------- | ------------------------------------------- | -------- | ------------- | ----- |
| Médaille d'or, Jeux olympiques      |         | Fintan McCarthy Paul O'Donovan              | Irlande  | 6 min 10 s 99 |       |
| Médaille d'argent, Jeux olympiques  |         | Stefano Oppo Gabriel Soares                 | Italie   | 6 min 13 s 33 |       |
| Médaille de bronze, Jeux olympiques |         | Petros Gkaidatzis Antonios Papakonstantinou | Grèce    | 6 min 13 s 44 |       |
| 4                                   |         | Raphaël Ahumada Jan Schäuble                | Suisse   | 6 min 16 s 50 |       |
| 5                                   |         | Lars Benske Ask Tjøm                        | Norvège  | 6 min 20 s 92 |       |
| 6                                   |         | Jiří Šimánek Miroslav Vraštil               | Tchéquie | 6 min 21 s 00 |       |

#### Finale B
| Rang | Couloir | Équipes                                | Pays     | Temps         | Notes |
| ---- | ------- | -------------------------------------- | -------- | ------------- | ----- |
| 1    |         | Hugo Beurey Ferdinand Ludwig           | France   | 6 min 19 s 73 |       |
| 2    |         | Dennis Carracedo Ferrero Caetano Horta | Espagne  | 6 min 19 s 90 |       |
| 3    |         | Niels Van Zandweghe Tibo Vyvey         | Belgique | 6 min 20 s 28 |       |
| 4    |         | Miguel Ángel Carballo Alexis López     | Mexique  | 6 min 25 s 84 |       |
| 5    |         | Igor Khmara Stanislav Kovalov          | Ukraine  | 6 min 26 s 32 |       |
| 6    |         | Alejandro Colomino Pedro Dickson       | Agentine | 6 min 31 s 86 |       |

#### Finale C
| Rang | Ligne | Équipes                               | Pays        | Temps         | Notes |
| ---- | ----- | ------------------------------------- | ----------- | ------------- | ----- |
| 1    |       | Eber Sanhueza César Abaroa            | Chili       | 6 min 28 s 00 |       |
| 2    |       | Naoki Furuta Masayuki Miyaura         | Japon       | 6 min 30 s 93 |       |
| 3    |       | Shakhzod Nurmatov Sobirjon Safaroliev | Ouzbékistan | 6 min 31 s 33 |       |
| 4    |       | Ahmed Abdelaal Mohamed Kota           | Égypte      | 6 min 37 s 92 |       |